# Õuna
Õuna är en ort i Estland. Den ligger i Jõgeva kommun och landskapet Jõgevamaa, i den centrala delen av landet, 120 km sydost om huvudstaden Tallinn. Õuna ligger 82 meter över havet och antalet invånare är 173.
Terrängen runt Õuna är platt. Runt Õuna är det glesbefolkat, med 11 invånare per kvadratkilometer. Närmaste större samhälle är Jõgeva, 2,3 km öster om Õuna. I omgivningarna runt Õuna växer i huvudsak blandskog.